# King Air Charter
King Air Charter — південноафриканська авіакомпанія зі штаб-квартирою в місті Лансер (передмістя Йоханнесбурга, ПАР), виконує чартерні пасажирські перевезення на внутрішніх маршрутах.

## Флот
Станом на березень 2008 року повітряний флот авіакомпанії King Air Charter становили такі літаки:
- 3 McDonnell Douglas DC-9-32 (два лайнера перебувають в оренді в авіакомпанії 1Time)